# Fauna (Spiel)
Fauna ist ein  Rate- und Lernspiel, bei dem es um Tiere geht. Das von Friedemann Friese erdachte Spiel erschien 2008 bei HUCH! & friends. Das Spiel, das Peter Braun, Alexander Jung und Volker Maas illustrierten, wurde für das Spiel des Jahres 2009 nominiert.

## Spielablauf
Ein Tier wird mit Namen und Bild vorgestellt. Die Spieler müssen schätzen, in welcher Region es beheimatet ist und welches Gewicht, welche Körperlänge, Schwanzlänge oder Geschwindigkeit es hat. Dazu setzen sie ihre Spielsteine abwechselnd auf die jeweiligen Felder. Dabei kann jeder Tipp nur einmal abgegeben werden. Wer also zu lange zögert, kann nur hoffen, über eine etwas weiter abweichende Schätzung Punkte zu erlangen. Zu weit vom tatsächlichen Wert entfernte Schätzungen werden allerdings dadurch bestraft, dass der Spielstein für eine Runde aus dem Spiel genommen wird. Somit kann der betreffende Spieler in der nächsten Runde weniger Tipps abgeben.

## Spielmaterial
Neben dem Spielplan, der eine Weltkarte und die Schätzbereiche zeigt, enthält das Spiel:
- 180 Karten mit je zwei Tieren
- 1 kleine Kartenbox
- 42 Schätzsteine in 6 Farben
- 30 Auswertungssteine
- 1 Startspielerlöwe
- 1 Begleitheft mit Informationen zu allen Tieren im Spiel
- 1 Spielanleitung